# Movimiento Rajah Sulaiman
El Movimiento Rajah Sulaiman (RSM) es una organización en las Filipinas, fundado por Ahmed Santos en 1991. Su afiliación consta de filipinos cristianos convertidos al Islam y actualmente es uno de los grupos más conflictivos del país.[enlace muerto] De acuerdo al gobierno filipino, los soldados del grupo han sido entrenados, financiados y gobernados por Abu Sayyaf y Jemaah Islamiya, un grupo terrorista filipino vinculado a Al Qaeda.[Enlace muerto]
El nombre del grupo proviene de Rajah Sulaiman III, un caudillo de Manila del siglo XVI, quién combatió contra los españoles durante la colonización de las Filipinas. Al igual que Abu Sayyaf, los miembros del grupo proponen establecer un gobierno islámico e imponer su religión como única del estado.